# 沙尔西耶
沙尔西耶（法語：Charcier，法語發音：[ʃaʁsje]）是法国汝拉省的一个市镇，属于隆斯勒索涅区。

## 地理
沙尔西耶（46°37'38"N, 5°45'3"E）面积12.91 平方千米，位于法国勃艮第-弗朗什-孔泰大區汝拉省，该省份为法国东部内陆省份，北起上索恩省，西北接科多尔省，西临索恩-卢瓦尔省，南至安省，东与杜省和瑞士接壤。
与沙尔西耶接壤的市镇（或旧市镇、城区）包括：杜西耶、沙雷济耶、沙蒂永、德讷济耶尔、于克塞勒。
沙尔西耶的时区为UTC+01:00、UTC+02:00（夏令时）。

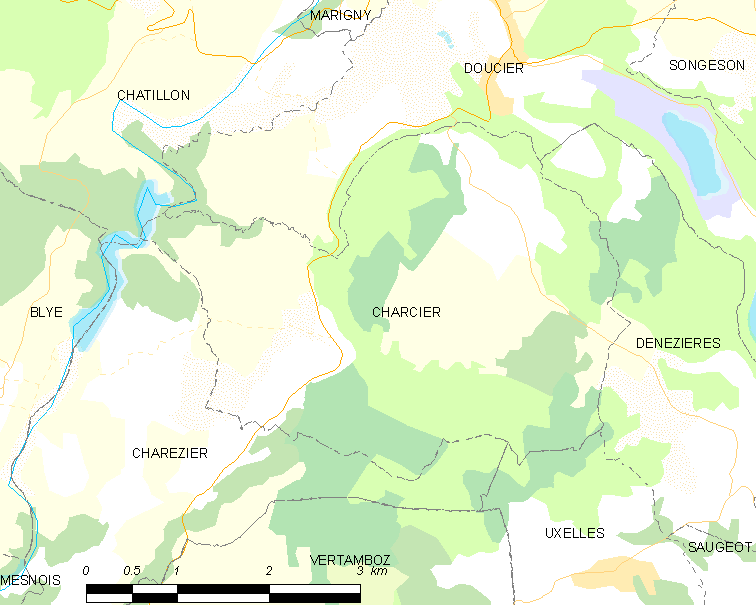
沙尔西耶的OSM定位图

## 行政
沙尔西耶的邮政编码为39130，INSEE市镇编码为39107。

## 政治
沙尔西耶所属的省级选区为圣洛朗昂格朗沃县。

## 人口

1962-2008年间沙尔西耶人口变化图示

沙尔西耶于2022年1月1日时的人口数量为142人。